# Bonab (circoscrizione elettorale)
La Circoscrizione di Bonab è un collegio elettorale iraniano istituito per l'elezione dell'Assemblea consultiva islamica. 

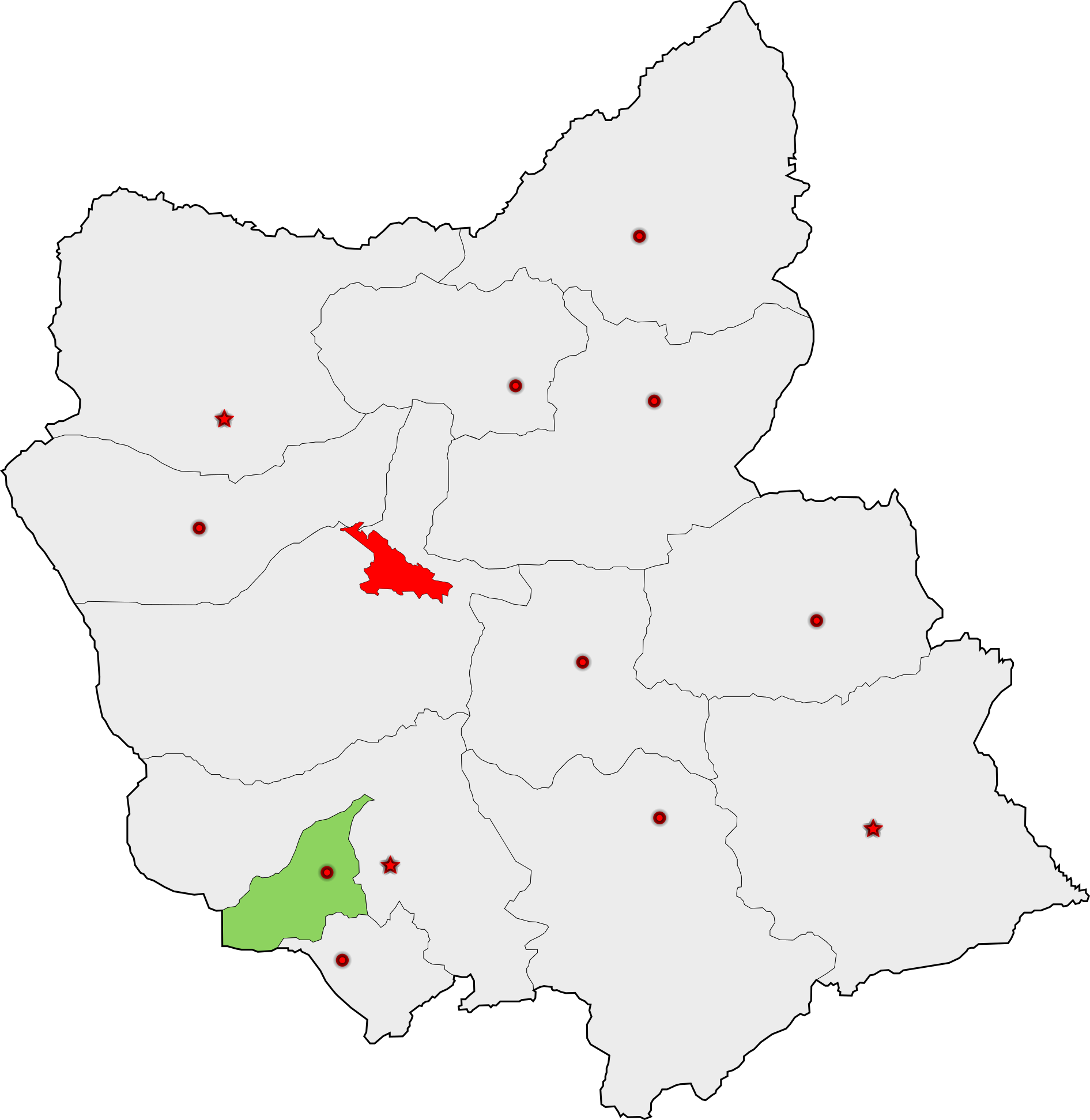
La circoscrizione di Bonab, all'interno dell'Azerbaigian Orientale

## Elezioni
Alle Elezioni parlamentari in Iran del 2012 viene eletto con 33,912 voti (44.76% del totale dei voti) Mohammad Bagheri, appartenente alla Coalizione Pervasiva dei Riformisti.
Durante le Elezioni parlamentari in Iran del 2016 viene eletto con 26,383 voti Zia-Allah Ezazi Maleki, della Grande Coalizione Principalista.